# عبدالله محمد (بازیکن هندبال)
عبدالله محمد (انگلیسی: Abdalla Mohamed؛ زادهٔ ۲۶ اوت ۱۹۷۸) بازیکن هندبال اهل مصر بود.